# Edafon
Edafon (z řeckého edaphon, ἔδαφος), dříve živěna půdní je společenstvo organismů žijících v půdě. Edafon představuje 1 % až 10 % organické hmoty v půdě.
Termín edafon, resp. edaphon použil poprvé rakousko-uherský biolog Raoul Heinrich Francé (*1874 jako Rudolf Heinrich Franze, † 1943) ve studii o ekologii půdních mikroorganismů (r. 1911, 1913). Ve druhém vydání monografie (1921) vztáhl označení na všechny organismy vázané způsobem života na půdu.
Půda je prostorově-časové hmotné kontinuum, reprezentující složitý polyfunkční otevřený čtyřfázový strukturovaný systém pevné fáze, půdního roztoku, plynné fáze a živé hmoty v povrchové části zvětralin, respektive zemin, který je komplexní dynamickou funkcí matečného materiálu, organismů, reliéfu a času.
Půdní organismy jsou živou složkou půdy. Vytvářejí z půdy unikátní přírodní dynamický systém s charakteristickými vlastnostmi a schopností zabezpečovat růst a vývoj rostlin. Půdní mikroorganismy v interakcích s půdními živočichy zabezpečují nepřetržitý tok látek a energie půdou: rozkladné a syntetické procesy, procesy přeměny jednotlivých prvků a živin, interakci mezi půdou a jejím okolím. V tom je jejich naprosto nenahraditelná úloha. Půdní organismy žijí na povrchu pevných částic v půdních pórech – mikroorganismy a nejmenší živočichové jsou vázáni na vodní film a vodou zaplněné drobné póry, větší půdní živočichové obývají póry zaplněné vzduchem. Velcí půdní živočichové si razí půdou vlastní chodby.
Bez edafonu by se půda stala mrtvou skládkou surového humusu.
| „                                             | V půdě žije a doslova pro nás pracuje „neviditelný tým“ fascinujících organismů, jejichž schopnosti v mnoha směrech předčí naši nejbujnější fantazii. Většina z nich zůstává našemu zraku skryta zejména pro své nepatrné rozměry. Souhrnně nazýváme všechny organismy, které v půdě žijí, a to bez ohledu na to, zda v půdě žijí trvale, nebo dočasně, edafon. | “ |
| — Miloslav Šimek, Dana Elhottová, Václav Pižl | |   |

Organismy, které tvoří edafon, sice představují jen dílek z půdní masy (zhruba tisícinu hmotnosti z celku), ale jsou naprosto nepostradatelné pro fungování celého půdního ekosystému a všech ekosystémů navazujících na půdu. Bez rozkladné funkce edafonu by nemohl život na Zemi dlouhodobě existovat.
Stěžejní složkou edafonu z hlediska hmotnosti i počtu jsou mikroorganismy. Například bakterií žije v jednom gramu půdy asi 40 miliónů. Bakterie jsou nejpočetnější skupinou půdní mikrobioty. Nejvýznamnější skupinou jsou vzhledem ke své biomase a fyziologické aktivitě půdní houby; délka mycelia v jednom gramu půdy je v rozmezí od několika metrů do několika kilometrů v závislosti na typu půdy.

## Rozdělení na fytoedafon a zooedafon
Edafon se tradičně dělí na fytoedafon (tvořený půdní mikroflórou) a zooedafon (tvořený půdní faunou).
- Do fytoedafonu čili půdní mikroflóry řadíme řasy, sinice (cyanobakterie), další bakterie včetně aktinomycet a houby. (Z hlediska taxonomického zařazení, resp. stavu poznání fylogenetických vztahů mezi jmenovanými skupinami se předpona „fyto“ i označení „flóra“ jeví jako překonané, ale používá se.) Fytoedafon či půdní mikroflóra představuje asi tři čtvrtiny celkové suché hmotnosti edafonu. Rostliny do edafonu neřadíme, a proto ani jejich kořeny, přestože jsou pro život a procesy v půdě nadmíru důležité (rhizosféra různých druhů rostlin i různých zón kořene určitého druhu rostliny se vyznačuje barvitou mikroflórou – různou z hlediska množství i fyziologických charakteristik, viz níže stať Rhizosféra). Důvodem je patrně převaha nadzemních částí většiny rostlin, především jejich asimilačních orgánů, s nimiž je spojena závislost na slunečním záření jako předpokladu fotosyntézy. (Zahrnovat do fytoedafonu vzácné saprotrofní rostliny by bylo oprávněné, obdobně jako do něj zahrnujeme saprotrofní houby včetně jejich nezřídka velkých nadzemních plodnic.)[13]

Půdní mikroflóra má rozhodující vliv na procesy zvětrávání minerálů, procesy nitrifikace, denitrifikace, fixace molekulárního dusíku a zejména pak na procesy mineralizace organických látek, humifikace (přeměna organických látek v humus), na rozklad zbytku pesticidů a na procesy ulmifikace (přeměna organických látek v rašelinu, tzv. rašelinění).

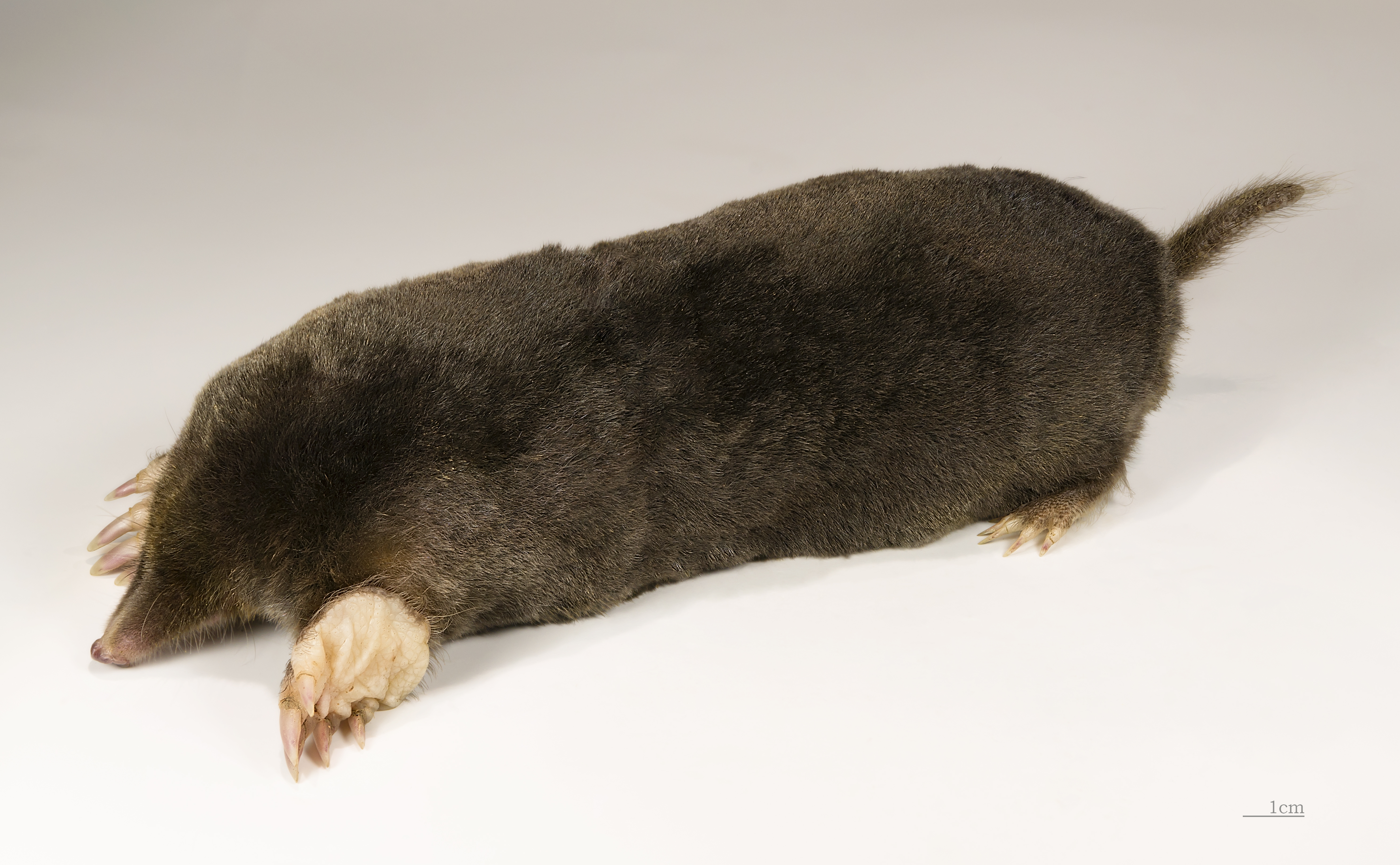
Krtek je příkladem organismu patřícího do edafonu; žije v půdě nastálo a je jí plně přizpůsoben, takže je řazen do euedafonu a je tzv. geobiont

- Jako zooedafon označujeme společenstvo tvořené příslušníky půdní fauny včetně heterotrofních prvoků („Protozoa“). Představuje asi jednu čtvrtinu celkové suché hmotnosti příslušníků edafonu.[13] V půdě nalezneme rozsáhlá živočišná společenstva, která co do početnosti a významu hrají významnou roli v každém ekosystému. Tyto formy života jsou našemu oku zpravidla skryty.[17] Půdní živočichové hrají významnou roli v několika směrech, mj.:
  - mechanicky rozmělňují opad cévnatých rostlin, a tím umožňují jeho rychlejší a důkladnější rozklad mikroorganismy;
  - formou exkrementů roznášejí strávené látky, a tím mísí substrát, příp. ovlivňují abiotické vlastnosti substrátu (např. kyselost);
  - konzumují půdní mikroorganismy, a tak regulují jejich počet, a tedy aktivitu v půdě;
  - roznášejí mikroorganismy na těle nebo v trávicím traktu rychleji a na větší vzdálenost, než by mikroorganismy byly schopny přemístit se samy;
  - predátoři regulují početnost ostatních konzumentů (hub, bakterií), čímž nepřímo ovlivňují rozkladné procesy a cykly živin.[18]

## Třídění edafonu
Edafon čili společenstvo půdních organismů se klasifikuje (třídí) podle organismů, jež jsou do edafonu řazeny. Kritériem je (sleduje se jejich):
- velikost
- taxon (jednak druh, jednak taxonomická příslušnost druhu k vyššímu taxonu)
- trofická pozice (pozice v potravním řetězci)
- míra vázanosti na půdu
- životní cyklus (výskyt a aktivita v čase)
- preferovaná půdní vrstva (vypovídá o míře přizpůsobení půdnímu prostředí)
- ekologická funkce (působení z hlediska ekologie) aj.,

přičemž velikost organismu a ekologická funkce organismu jsou hlediska do určité míry provázaná.

## Velikost organismu
Při členění podle velikosti je zásadní rozdíl v tom, zda je jako míra velikosti brána délka těla, nebo šířka (průměr, tloušťka) těla. Klasifikace na základě průměru těla má smysl jak po stránce metodické, tak z hlediska autekologie druhu a jeho funkce v půdě. Při obou přístupech se užívají kategorie:
- mikroorganismy, tzn. mikroflóra a mikrofauna
- mesofauna
- makrofauna

příp.
- megafauna[19][pozn. 2]

Poznámka: Obecně je zvykem do jedné z velikostních kategorií řadit zástupce celé naddruhové taxonomické kategorie; ve skutečnosti zpravidla přesahují z jedné velikostní kategorie do druhé. Jednotlivé druhy organismů v dané taxonomické kategorii mohou být totiž různě velké. Velikostní rozdíl může být také mezi dospělci a juvenilními čili nedospělými stadii (larvami, nymfami) jednoho druhu organismů nebo mezi jednotlivými instary nymf či jednotlivými instary larev různého stáří (jednoho druhu organismů) atp.
Zástupci jednotlivých velikostních kategorií:
- mikroorganismy:
  - půdní autotrofní organismy:
    - fotoautotrofní mikroorganismy (organismy, které získávají energii z fotonů světla a uhlík z oxidu uhličitého; řasy, sinice, fotoautotrofní bičíkovci); jednobuněčné fotoautotrofní organismy a rozsivky mohou při nedostatku slunečního záření přejít na heterotrofní způsob obživy;
    - chemoautotrofní mikroorganismy (bakterie; chemoautotrofie je způsob výživy, při němž bakterie získávají uhlík z oxidu uhličitého a energii oxidací anorganických látek);

  - půdní heterotrofní mikroorganismy:
    - houby[12] (basidiomycety, kvasinky, plísně);
    - bakterie – bez spor (tyčinky i koky) i se sporami (anaerobní i aerobní) – včetně kmenu grampozitivních bakterií aktinomycet[20]
- mikrofauna: zástupci jsou prvoci („Protozoa“), vířníci (Rotifera), drobné ploštěnky (Turbellaria; „mikroturbellaria“), hlístice (Nematoda), želvušky (Tardigrada);[21]
- mesofauna: zástupci jsou žížaly (Megadrili), roupice (Enchytraeidae), ostatní drobní kroužkovci (Annelida pars[pozn. 3]), roztoči (Acari), stonoženky (Symphyla), drobnušky (Pauropoda), plazivky (Copepoda: Harpacticoida), chvostoskoci (Collembola), hmyzenky (Protura), vidličnatky (Diplura), chvostnatky (Archeognatha), rybenky (Zygentoma),[22] stejnonožci (Oniscidea) – ve svrchních vrstvách půdy;
- makrofauna: zástupci jsou žížaly (Megadrili), terestrické pijavice, velcí volně žijící ploštěnci, stonožky (Chilopoda), mnohonožky (Diplopoda),[23] pavouci, plži (Gastropoda);[24]
- megafauna: zástupci jsou největší půdní bezobratlí (velké žížaly) a půdní obratlovci,[19] resp. čtyřnožci (Tetrapoda).

Někteří autoři nevyčleňují obratlovce a největší bezobratlé do megafauny; začleňují je do makrofauny. Na 1 m2 se vyskytuje 1–200 000 jedinců makrofauny.
Významným tříděním užívaným v odborné literatuře napříč obory je třídění:
- mikroedafon: < 0,2 mm (mikroorganismy – bakterie, mikromycety, prvoci, řasy)[12]
- mezoedafon: 0,2–2 mm (chvostoskoci, houby)
- makroedafon: 2–20 mm (hmyz, plži)
- megaedafon: > 20 mm (žížaly, obratlovci).[26][17]

## Taxon
Třídění podle pozice v systému biologické klasifikace. (Biologická klasifikace může být postavena na různých principech, proto taxonomické zařazení odpovídá určité biologické klasifikaci. S rozvojem molekulární fylogenetiky a molekulární taxonomie v 21. století se taxonomické jednotky mění.)
Třídění podle pozice v systému biologické klasifikace je zpravidla kombinováno s tříděním podle velikosti, přičemž je zvykem řadit zástupce celé naddruhové taxonomické kategorie do jedné z velikostních kategorií (viz výše „Poznámka“ a stať „Zástupci jednotlivých velikostních kategorií“). Příklad grafického znázornění třídění edafonu z hlediska taxonomie a velikosti viz Figure 1: Soil fauna size distribution using body length as a classifying criterion.
Určitou kombinací řazení podle taxonomie a podle velikosti je řazení do skupiny mikroarthropoda (microarthropods) ve smyslu skupiny drobných půdních členovců. Zpravidla se mezi mikroarthropoda zahrnují roztoči a chvostoskoci, ovšem patří sem podle velikosti a taxonomie přinejmenším ještě hmyzenky, vidličnatky a drobnušky.

## Trofická pozice –trofické skupiny
Organismy, které se živí mrtvou rostlinnou či živočišnou hmotou, jsou označovány jako rozkladači či dekompozitoři. Jsou to saprotrofní mikroorganismy (včetně hub) a saprofágní (detritovorní) živočichové. Organismy, které odbourávají organickou hmotu a přeměňují ji v minerální látky (provádějí mineralizaci), jsou označovány jako reducenti či destruenti. V užším slova smyslu jsou míněny bakterie a houby, které provádějí skutečnou mineralizaci. V širším smyslu se označení reducent používá jako synonymum k označení rozkladač, což však není příliš vhodné, protože (bio)chemické procesy, kterými k mineralizaci dochází, jsou většinou oxidační, nikoli redukční.
Podle trofické pozice lze organismy tvořící edafon členit na primární producenty, destruenty, saprofágy, fytofágy a zoofágy:
- primární producenti – řasy, fotoautotrofní prvoci, sinice; (primární producent je organismus, který z anorganických sloučenin produkuje biomasu (autotrofie); je to většina rostlin, ale ty do edafonu nezahrnujeme, viz výše)
- reducenti neboli destruenti – saprotrofní bakterie a houby;
- saprofágové čili detritovoři – organismy živící se pozůstatky; zahrnují:
  - mikrobiofágy čili mikrobivory; ti se dále dělí na:
    - mykofágy čili |mycetofágy čili fungivory (živí se houbami) a
    - bakterivory čili bakteriofágy (tvar „bakteriofág“ je však preokupován pro viry, které napadají bakterie);

  - nekrofágy neboli mrchožrouty;
- fytofágové čili herbivoři – organismy živící se pouze rostlinnou potravou; především rhizofágové (konzumují kořeny[pozn. 4]) a konzumenti jednobuněčných fotoautotrofních organismů při půdním povrchu;
- zoofágové neboli karnivoři – masožravci, označováni také jako dravci či predátoři – pojmy nejsou zcela synonymní: zoofágové zahrnují i parazitoidy a parazity živočichů.[29]

## Míra vázanosti na půdu
Podle prof. Josefa Kratochvíla:
- euedafon (eu-, dobrý, správný, kladný, blaze, dobře…) – druhy prodělávající celý životní cyklus v půdě a na život v půdě dobře adaptované; půdu opouštějí výjimečně (zemivky, stonoženky, rypoši, krtci aj.);
- protedafon (proto-, první) – druhy prodělávající v půdě postembryonální či larvální vývoj, dospělci žijí mimo půdu (cikády, chrousti, kovaříci aj.);
- hemiedafon (hemi-, polo-) – druhy vázané na půdu částečně, v půdě žijí, ale potřebné podmínky (vzdušnou vlhkost, tmu, konstantní teplotu) mohou nacházet i mimo půdu, např. pod kůrou, v dutinách stromů, v mraveništích atp. (mnohonožky, stonožky, stínky a ostatní skupiny epigeonu; epigeon = druhy žijící na povrchu půdy);
- pseudedafon (pseudo-, nepravý, klamný) – druhy, které sice půdu vyhledávají, ale aktivní část dne (roku) tráví mimo půdu; v půdě nalézají úkryt (savci: myši, myšice, hraboši, křečci, sysli, rejsci, jezevci, lišky, medvědi; ptáci: ledňáčci, vlhy, břehule; zimující hmyz: motýli, brouci, dvoukřídlí);
- tychedafon (tyché, souvisí s nahodilostí, náhodou) – organismy, které se do půdy dostávají náhodně, a pokud ji dostatečně rychle neopustí, hynou.[30]

Tuf uvádí, že toto velmi inspirativní třídění je tradiční, ovšem v moderní (tzn. v současné anglosaské) půdní zoologii se neujalo. Nicméně zmiňováno a publikováno je dodnes, zejména v literatuře z oboru ekologie. Vycházel z něho i Dr. Jaroslav Pelikán v Ekologickém slovníku.
Ekologický slovník uvádí, že podle vztahu k půdě se organismy rozlišují na:
- euedafon – organismy žijící v půdě trvale; vyvíjejí se v ní, je pro ně jediným životním prostředím,[15] pokud možno ji neopouštějí (jsou to tzv. geobionti, příp. geobionty; geobiont je v biologické terminologii organismus vázaný celým vývojem a životem na půdu[16][32]);
- protoedafon – organismy žijící v půdě jen v některém vývojovém stadiu; geofilní formy zejména hmyzu – larvy, nymfy, kukly hmyzu, vývojová stadia jiných členovců atp.[33] (jsou to tzv. geofilové, příp. geofily[16]);
- hemiedafon – organismy vyskytující se v půdě jen příležitostně; půda není jejich hlavním a jediným životním prostředím; jsou to buď druhy euryekní (snadno přizpůsobivé různým prostředím), nebo druhy stenoekní (čili s nízkou tolerancí k podmínkám prostředí a změnám podmínek) z přízemních pater biocenózy;[34]
- pseudoedafon – organismy vyskytující se v půdě jen dočasně – kvůli získávání potravy, kvůli úkrytu, přezimování a hibernaci, přečkávání suchého a teplého období – četní hlodavci, brouci, ploštice, drobní motýli aj.,[35] např. pavouk slíďák tatarský (Lycosa singoriensis) vede přes den skrytý život v norách;[36]
- tychoedafon – organismy, které se dostávají do půdy jen náhodně[37] (jsou to tzv. geoxena – geoxenum je organismus, který se v půdě vyskytuje dočasně, náhodně, pro který půda není vhodným životním prostředím[16][38]); v angl. literatuře často „tourists“; je třeba podotknout, že se tedy nejedná o součást edafonu.[6]

Například Dunger (1983) označuje organismy přizpůsobené životu v půdě „edafobionty“. Uvádí, že stupeň jejich vázanosti na půdu je příznačný pro určitý druh organismu, přičemž závisí na vnějších podmínkách i na vývojových stadiích organismu. Podle stupně vázanosti rozlišuje Dunger formy:
- permanentní – v půdě žijí všechna vývojová stadia;[pozn. 7]
- temporární – v půdě žijí jen některá stadia, např. larvy hmyzu;[pozn. 8]
- periodická – půdu opouštějí a vracejí se do ní v nepravidelných intervalech;
- parciální – půdu vyhledávají občas (např. dospělci hmyzu z čeledí chrobákovití a vrubounovití);
- alternující – jedna nebo více generací v půdě se střídá s jednou nebo více generacemi na povrchu půdy;
- tranzitorní – v půdě se vyskytují výhradně jako inaktivní stadia (vajíčka, kukly).[pozn. 9][39]

## Životní cyklus – výskyt a aktivita půdních organismů v čase
Výskyt půdních organismů a jejich aktivita v průběhu času nejsou stabilní. Vyschne-li půda či promrzne-li, přejdou organismy do klidového stadia. V extrémním půdním prostředí se vyskytují pouze organismy s velkou schopností nepříznivé období přežít (např. mikroorganismy, vířníci, hlístice, někteří roztoči). Protože půda tlumí výkyvy teploty, je sezónní závislost půdních organismů výrazně nižší než závislost organismů žijících mimo půdu. Tím spíše, pokud půdu dlouhodobě pokryje sníh (dobrý tepelný izolant); pod hlubokou sněhovou pokrývkou může činnost půdních organismů nerušeně pokračovat. Další příčinou kolísání aktivity může být jednak zvýšená mortalita kvůli zhoršeným životním podmínkám a zvýšená natalita při zlepšení podmínek, jednak konkurence nebo predace. Výrazná je přirozená migrace (přesun) půdních populací druhů, které v půdě žijí v některém stadiu životního cyklu. Aktivita určitého druhu hmyzu v larválním stadiu ustává zakuklením a pokračuje nakrátko, až když imago opouští půdu – viz životní cyklus chrousta obecného: z vajíčka v půdě se líhne larva I. instaru, na podzim migruje do větší hloubky (30–60 cm), přezimuje, na jaře migruje blíže k povrchu půdy, svléká se a larva II. instaru migruje stejným způsobem; larva III. instaru ve vrcholném létě třetího roku migruje do hloubky okolo 50 cm a zakuklí se. Asi po měsíci se líhne dospělec (imago), zůstává v půdě a opouští ji na jaře následujícího roku.
Členění půdní fauny podle životního cyklu navrhl např. Kevan (1962):
- permanentní – v půdě žijí všechna životní stadia živočichů (praví půdní živočichové);
- periodická – půda je častěji opouštěna a opět vyhledávána (např. drobní zemní savci);
- částečná – dočasní půdní živočichové, kteří půdu periodicky vyhledávají i během nadzemní fáze života (např. chrobáci);
- střídavá – jedna generace živočichů nebo několik generací žijících v půdě se střídá s jednou nebo více generacemi žijícími nad zemí (viz např. složitý životní cyklus mšičky révokaze, dále žlabatkovití);
- přechodná – v půdě se vyskytují výhradně inaktivní stadia (vajíčka a kukly).[29]

## Preferovaná půdní vrstva
To, jakou půdní vrstvu daný organismus preferuje, vypovídá o míře přizpůsobení organismu půdnímu prostředí. Schlaghamerský upozorňuje, že obecné členění edafonu na základě výskytu v určité hloubce půdního profilu je nejednotné, a navíc i kategorie shodných jmen jsou definovány odlišně. Například euedafon definuje Schaefer jako společenstvo organismů žijících ve větší hloubce, zatímco ekologický slovník jako společenstvo organismů žijících v půdě trvale. Hemiedafon definuje Schaefer jako společenstvo organismů žijících v nejsvrchnější vrstvě minerální půdy a v opadové vrstvě, zatímco ekologický slovník jako společenstvo organismů vyskytujících se v půdě příležitostně.
Informativně uveďme Dungerovo pojetí (1983) zaměřené na faunu:
- epedafon – fauna půdního povrchu s vazbou na půdu a alespoň občasným pronikáním do půdní opadové a svrchní minerální vrstvy (zejm. druhy makrofauny);
- hemiedafon – fauna svrchní vrstvy půdy a opadu (velká část mesofauny, celá makrofauna, z megafauny zejm. hrabavé formy); Dunger však zahrnuje i živočichy „podobných biotopů žijící mimo půdu“, takže se nejedná o součást edafonu;
- euedafon – fauna spodních vrstev půdy (část mesofauny; celá akvatická půdní fauna, tzn. drobní vodní živočichové obývající půdu).[43]

Informativní je i toto dělení edafonu, resp. zooedafonu podle místa výskytu v půdním profilu:
- epigeon – druhy žijící na povrchu půdy a v opadance čili hrabance; typičtí zástupci střevlíci, štírci, slíďáci, stínky atd.;
- hemiedafon – druhy žijící ve svrchní vrstvě půdy (menší druhy stonožek a mnohonožek, řada druhů chvostoskoků, stonoženky atd.);
- euedafon – druhy žijící hlouběji v půdě (tzv. hlubinné žížaly, ponravy chroustů, krtek, většina zemivek atd.).[44]

## Ekologická funkce
Nepostradatelné funkce půdních organismů a jejich význam pro ekosystém:
- rozklad a koloběh organické hmoty
- regulace dostupnosti a příjmu živin a vody
- detoxikace půdy
- udržování struktury půdy a regulace půdních hydrologických procesů
- výměna plynů a ukládání uhlíku
- kontrola růstu rostlin
- kontrola škůdců a chorob.[45]

Edafon je nezbytný při tvorbě půdních agregátů, rozhoduje o bilanci živin a je významným činitelem biologického samočištění půdy. Půdní organismy tvoří z půdy autotransformační systém schopný racionálně hospodařit s energií, a tím se vyrovnávat s negativními vlivy. Organismy se účastní na změnách prostorového uspořádání půd tvorbou chodeb (bioturbace), tmelením částic a promícháváním půd. Jsou spolutvůrci úrodnosti půd. Snižování biologické aktivity v půdě neuváženým technologickým zásahem (neúměrná chemizace, poškození půdní struktury aj.) vede ke snížení úrodnosti půdy.
Půdní organismy se významně podílejí na půdotvorném procesu.
Mikroorganismy se zúčastňují metabolismu uhlíku, dusíku i síry, biologické sorpce živin, humifikačních a jiných procesů v půdě. Jejich přítomnost je zásadní podmínkou úrodnosti každé půdy. Svou životní činností produkují řadu fyziologicky aktivních látek (vitamíny, antibiotika, auxiny a jiné růstové stimulátory), vesměs sloučenin ovlivňujících metabolismus rostlin; některé jsou složkami enzymů, jiné zvyšují baktericidní vlastnosti buněčné šťávy. Optimální podmínky k rozvoji zemědělsky významných mikroorganismů zajišťuje: dostatek snadno rozložitelných organických látek, příznivá vlhkost půdy (asi 60 % max. kapilární vodní kapacity), teplota kolem 25 °C, půdní reakce a přístup vzduchu podle charakteru jednotlivých skupin mikroorganismů.

### Mikrobiální degradace
Rozklad pesticidů v půdě půdními mikroorganismy je tzv. mikrobiální degradace. O intenzitě rozkladu rozhoduje obsah a kvalita organické hmoty v půdě, teplotní a vláhové podmínky, obsah kyslíku a provzdušněnost půdy, reakce půdy a obsah dostupných živin. Schopnost rozkládat pesticidy včetně herbicidů mají některé bakterie, aktinomycety a houby. K těmto mikroorganismům patří rody Pseudomonas, Achromobacter, Arthrobacter, Agrobacterium, Bacillus, Corynebacterium, Nocardia, Streptomyces, Micromonospora, Trichoderma, Alternaria, Aspergillus, Penicillium, Saccharomyces, Fusarium a některé basidiomycety. Na přítomnost herbicidů jako cizorodých látek v půdě citlivě reagují mikroskopické řasy, které vážou vzdušný dusík. Již velmi nízká koncentrace (0,01 ppm) inhibuje jejich růst, početnost a fixační aktivitu. Výsledkem činnosti půdních mikroorganismů může být úplná detoxikace herbicidů, což je z hlediska dekontaminace půdního prostředí nejžádanější efekt. Mikroorganismy se přizpůsobují buď náhodnou genetickou mutací, nebo indukcí adaptačních enzymů. Výsledkem těchto změn působení mikroorganismů je, že po opakovaném použití stejné účinné látky herbicidů nastává rozklad za podstatně kratší dobu. Na půdách, na nichž byl určitý herbicid aplikován dlouhodobě, se mohou postupně adaptovat mikrobiální společenstva se zvýšeným degradačním potenciálem. Významný vliv mají také rostliny, přestože nejsou součástí edafonu. Jednak mohou podpořit degradaci herbicidů v půdě příjmem účinné látky kořenovým systémem a následnou metabolizací, jednak vrstvičku půdy přiléhající ke kořenům (rhizosféru; viz níže) osídlují mikroorganismy, zvláště bakterie, jejichž populační hustota je zde mnohem vyšší než ve volné půdě.

### Rhizosféra
Rhizosféra je tenká vrstvička půdy přiléhající ke kořenům rostlin. Rhizosféru poprvé definoval německý biolog Lorenz Hiltner v roce 1904.
Rhizosféra je velmi složité prostředí, kde téměř každá změna vyvolává komplex řetězových reakcí mezi půdou, kořeny rostlin a půdními mikroorganismy. Populace mikroorganismů v rhizosféře je závislá zejména na složení rhizosféry, na vlhkosti a množství kyslíku v půdě. Protože kořeny rostlin působí jako zdroj organického uhlíku, je populační hustota mikroorganismů v rhizosféře mnohem vyšší než ve volné půdě. Relativní vzestup počtu mikroorganismů se udává jako poměr R/S, kde R je počet mikroorganismů v 1 g půdy rhizosféry a S je počet mikroorganismů v 1 g volné půdy. Poměr R/S nabývá hodnot od 5 do 50. Mikroorganismy v rhizosféře zvyšují rhizodepozici (uvolňování uhlíku). Rhizodepozice je velice proměnlivá; pro jednoleté rostliny činí asi 40 %, pro lesní stromy, jako je douglaska tisolistá, zpravidla 70 % z množství uhlíku transportovaného do kořenů. Četnější tedy bývá populace mikroorganismů v rhizosféře přilehlé ke kořenům stromů než polních plodin (přičemž na mikroorganismy nejbohatší půdy jsou pod bobovitými, chudší pod okopaninami a nejchudší pod obilninami).
Dominantní skupinou mikroorganismů v rhizosféře jsou bakterie. Vyskytují se tu především gramnegativní bakterie, zatímco ve volné půdě převažují grampozitivní bakterie (schopné rozkládat i složitější látky z půdní organické hmoty).
Rhizosféra se dělí na vnitřní rhizosféru, vnější rhizosféru (vrstvička půdy v tloušťce asi 0,5 mm), příkořenovou zónu (půda v těsné blízkosti kořenů, asi 1 mm) a širší rhizosféru (půda vzdálenější od kořenů více než 1 mm). Ve vnitřní rhizosféře je nejvyšší tzv. rhizosférní efekt.
Většinu přísunu celkového organického uhlíku pro mikrobiální aktivitu rhizosféry představují odumřelé buňky povrchu rostlin a pletiv. I přes značný přísun sloučenin organického uhlíku může být zásobování mikroorganismů živinami (zejména dusíkem) limitováno. Proto zpravidla u nebobovitých rostlin vzroste počet, aktivita a rychlost obratu bakterií rhizosféry po hnojení dusíkem. Limitace množství dusíku je patrně také hlavní důvod drastického poklesu rychlosti obratu bakterií ve vrstvě půdy přilehlé k povrchu kořene (rhizoplane) řepky (Brassica napus) z 9,2 hod. pro rostliny 6 dnů staré na 160 hod. pro rostliny staré 26 dní.
Interakce půdních mikroorganismů a rostlin může být neutrální nebo rostlinám prospěšná (symbiotická fixace dusíku, mykorhiza, biokontrolní organismy, podpora růstu rostlin) nebo škodlivá – např. parazitismus: houba václavka (Armillaria) odebírá rostlině asimiláty. Mikroorganismy žijící v rhizosféře se podílejí mj. na mikrobiální degradaci (viz výše).

## Důsledky činnosti člověka
Zemědělská činnost prohlubuje osídlený půdní profil. Zatímco na loukách a pastvinách se většina drobnější půdní fauny soustředí v několika horních centimetrech půdy, na poli bývá přítomna v pozoruhodných počtech i v hloubce několika desítek centimetrů. Obracením půdy orbou se dostává odumřelá organická hmota do větší hloubky a je zajištěn i přístup vzduchu. Početnost organismů v půdě se může zvýšit také aplikací organického hnojiva (hnůj, kompost, močůvka, hnojůvka).
Ovšem zemědělskou činností se zvyšuje riziko vysychání horní vrstvy půdy. Dochází i k narušení půdních společenstev, k přenesení organismů do takové hloubky, jejímž podmínkám nejsou organismy přizpůsobeny. Celková hustota půdních organismů tak může být navzdory větší hloubce osídlení nízká. Kromě narušení půdního prostředí mechanickými změnami (orbou, zhutněním) může být zvýšená mortalita organismů také důsledkem odvodnění pozemku, aplikací hnojiv, vápna, pesticidů, kontaminace toxickými látkami atd.
Příkladem negativní činnosti člověka je masové používání pesticidů v ČR ve druhé polovině 20. století, kvůli kterému zmizely z naší přírody nebo jsou ohroženy desítky druhů entomofauny. DDT používané od 50. do poloviny 70. let 20. století je těžko odbouratelný perzistentní a bioakumulativní jed, který se hromadí ve vrcholných článcích potravního řetězce (člověk a masožravci). Namísto prvoplánového „vítězství zemědělců a lesníků nad škůdci“ s sebou neslo užívání DDT poškozování přírodního prostředí a někdy poškození nenávratné.
Antropogenními zásahy – zemědělskou činností, těžebním a zpracovatelským průmyslem, dopravou aj. – je půdní prostředí ovlivňováno do té míry, že může docházet k narušení celých ekosystémů. K rizikovým vstupům látek do půdy patří také kaly z čistíren odpadních vod. Znehodnocenou půdu již nelze využít k původnímu účelu, lze ji pouze částečně rekultivovat, částečně jí vrátit přirozený ráz.
Půda je neobnovitelným přírodním zdrojem; je plošně omezena, a proto ochrana a zachování jejích ekologických funkcí patří ke státní strategii. (Evropská charta o půdě vyhlášená Evropskou radou v roce 1972. Zdůrazňuje význam půdy jako biofyzikální složky životního prostředí.)

## Související obory
Organismy žijící v půdě zkoumá biologický obor pedobiologie; zabývá se půdní biologií. Edafon je předmětem zájmu odborníků z oboru zemědělství, lesního hospodářství a interdisciplinárního oboru ekologie. Úzce souvisí s pedologií, naukou o půdě. S informacemi o edafonu pracuje řada hraničních oborů. Pro zajímavost: slovník přírodních věd z roku 1940 uvádí, že „Studiem edafonu se zabývá souborně biologie půdy (edafologie, geobiologie), v jejímž rámci se věnuje mikroorganismům půdní mikrobiologie či pedomikrobiologie.“

## Názvosloví
Názvosloví, které se v jednotlivých souvisejících oborech v současnosti užívá, příp. preferuje, se může lišit. Liší se také názvosloví užívané v odborné literatuře 19. a 20. století od názvosloví preferovaného či zaváděného po roce 2000. Vysvětlením může být jednak příklon k latině vs. angličtině, jednak nové poznatky související s rozvojem molekulární fylogenetiky a molekulární taxonomie.
Protože termín edafon pochází z řeckého edaphon, je z historického důvodu užívaný v němčině a užívá se v maďarštině, slovenštině, francouzštině, portugalštině, rumunštině, ukrajinštině (едафон). Rusky эдафон, ale neužívá se.

V současné (2013) odborné literatuře psané anglicky se pojem edafon příliš neužívá, nahrazují jej spíše pojmy půdní organismy (soil organisms) či půdní živěna (soil biota). Důvodem je patrně obecnější srozumitelnost, ovšem jednoslovný pojem má jistě svůj půvab.
V souvislosti s organismy řazenými do edafonu se užívají mj. pojmy hypogeický (z řec. hypo- spodní, geo- země) čili podzemní, epigeický (z řec. epi- nad, při, na, na povrchu, geo- země) čili žijící na povrchu půdy (soubor živočichů žijících povrchu půdy, příp. ve svrchní vrstvě je epigeon), terikolní, terikol (z lat. terra – zem, země) čili vázaný na život v půdě. Latinské edaphicus znamená půdní; edafické společenstvo je půdní společenstvo. (Proto také slovní spojení „půdní edafon“ je pleonasmus.)